# Laure Malclès-Masereel
Laure Malclès, née le 8 mai 1911 à Paris (France) et morte le 21 septembre 1981 à Avignon est une artiste peintre et lithographe française.

## Biographie
Laure Malclès naît à Paris le 8 mai 1911.
Elle rencontre le graveur belge Frans Masereel (1889-1972) au courant de la Seconde Guerre mondiale et participe au voyage en Chine de ce dernier, en 1958, en compagnie également du galeriste et éditeur d'art Pierre Vorms (1903-1986),. Quelques mois après le décès de sa première femme, Pauline Imhoff, Frans Masereel épouse Laure Malclès le 14 janvier 1969. Cette dernière prend alors le nom de Malclès-Masereel. Le couple vit entre une résidence principale à Avignon et un appartement-atelier à Nice.
Malclès-Masereel fait entre autres partie des collections permanentes du Musée d’Art moderne de la Ville de Paris et de la Ville de Bruxelles
Laure Malclès-Masereel meurt le 21 septembre 1981 à Avignon.